# Gonomyia ornatipes
Gonomyia ornatipes är en tvåvingeart som först beskrevs av Enrico Adelelmo Brunetti 1912.  Gonomyia ornatipes ingår i släktet Gonomyia och familjen småharkrankar. Inga underarter finns listade i Catalogue of Life.